# Harri Holkeri
Harri Hermanni Holkeri  (en finnois [ˈhɑrːi ˈhɛrmɑnːi ˈhɔlkɛri]), né le 6 janvier 1937 à Oripää – mort le 7 août 2011 à Helsinki, est un homme d'État finlandais du Parti de la Coalition nationale (Kokoomus), qui fut Premier ministre de Finlande de 1987 à 1991, président de l'Assemblée générale des Nations unies de 2000 à 2001 et a dirigé la Mission d'administration intérimaire des Nations unies au Kosovo.

## Fonctions en Finlande
Harri Holkeri a été membre du conseil d'administration de la Banque de Finlande de 1978 à 1997, et candidat à l'élection présidentielle en 1982 et 1988. Il a également servi comme membre du Parlement de 1970 à 1978 et comme président du parti de la Coalition nationale (conservatrice) de 1971 à 1979.
Le 1er juillet 1991, Il a effectué le premier appel GSM au monde. L'appel historique a utilisé un appareil Nokia sur la bande 900 MHz alors utilisé par le GSM.

## Héritage

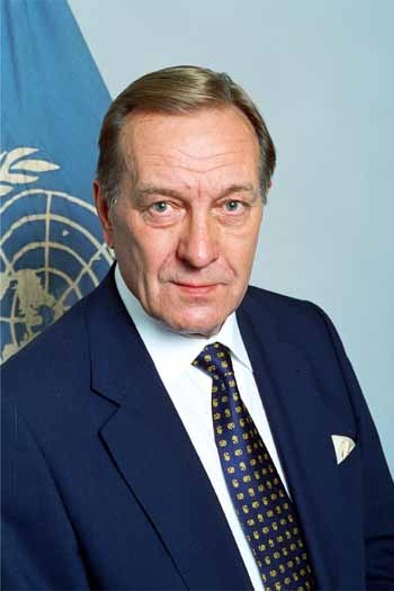
Harri Holkeri.

Il a présidé l'Assemblée générale des Nations unies de 2000 à 2001. Il a également joué un rôle constructif dans la sécurisation de l'accord du Vendredi saint en Irlande du Nord. La plupart des observateurs conviennent que venant d'un pays neutre, il a été le membre de l'équipe de George J. Mitchell avec la plus grande confiance de la part des deux côtés. [réf. nécessaire]

## Honneurs et récompenses
Ses efforts ont été récompensés par un titre de chevalier honoraire par la reine Élisabeth II.